# شهریار (کتاب)
شهریار (به ایتالیایی: Il Principe) نام کتاب مشهور نیکولو ماکیاولی، اندیشمند ایتالیایی است که متن اصلی ماکیاولیسم به‌شمار می‌رود. شهریار در سال ۱۵۱۳ میلادی به رشته تحریر درآمد ولی تا سال ۱۵۳۲ به چاپ نرسید. ماکیاولی «شهریار» را پس از نوشتن به لورنزوی مدیچی، دوک اوربینو (نوهٔ لورنزوی مدیچی) پیشکش کرد.
پژوهندگان زندگی و آثار ماکیاولی برآنند که درک کامل عقاید او بدون خواندن دو کتاب وی، گفتارهایی در باب ده کتاب نخست تیتوس لیویوس و شهریار، امکان‌پذیر نیست. تفاوت عمدهٔ این دو کتاب در اینست که ماکیاولی در گفتارها «آنچه باید باشد» را و در شهریار «آنچه هست» را بیان می‌کند. گفتارها اصولی را بیان می‌کند که جمهوری‌ها باید سرمشق قرار دهند، شهریار با شاهزاده‌نشین‌ها (ایالاتی که یک دوک آنان را اداره می‌کند) سروکار دارد.

## ساختار کتاب
این کتاب از ۲۶ باب (فصل) تشکیل شده است.

### پادشاهی‌های جدید (فصل‌های یکم و دوم)

#### فصل یکم: شهریاری‌ها بر چند گونه‌اند و شیوه‌های فراچنگ آوردنشان
به گفتهٔ ماکیاولی شهریاری‌ها بر دو گونه‌اند:
1. جمهوری
2. پادشاهی

پادشاهی‌ها خود به دو گونه تقسیم می‌شوند:
1. موروثی
2. نوبنیاد

پادشاهی‌های نوبنیاد را می‌توان به دو دسته تقسیم کرد:#
1. یکسره نوبنیاد مانند حکومت فرانچسکو در میلان یا
2. پیوند دار با قلمرو موروثی پادشاه یعنی بعدها پادشاه از زادگاهش به عنوان یک مرکز برای رسیدن به حکومت استفاده می‌کند. مانند حکومت ناپل و اسپانیا.

حکومت پادشاهی نوبنیاد هم از سه راه اصلی به دست می‌آید:
1. به تیغ خود شهریار
2. به تیغ دیگران
3. با کاردانی و اقبال.

#### فصل دوم: دربارهٔ شهریاری‌های موروثی
به نوشتهٔ ماکیاولی در یک پادشاهی موروثی، که مردمش به پادشاهی یک دودمان خو گرفته‌اند، پاسداری از حکومت به خاطر حل مشکلات با عقل و همچنین وجود سنت‌ها آسان‌تر است تا پاسداری از حکومت در یک پادشاهی نوبنیاد. واگر این پادشاهی موروثی به وسیلهٔ زور کنار زده شود، هروقت که آن دچار زوال شود این پادشاهی می‌تواند باز روی کار بیاید.

### شهریاری‌های پیوندی (فصل‌های سوم تا پنجم)

#### فصل سوم: دربارهٔ شهریاری‌های پیوندی
گاه مردمان یک کشور به امید زندگی بهتر و به یاری شهریار کشوری دیگر فرمانروای خود را سرنگون می‌کنند. اما بعد درمی‌یابند که اشتباه کرده‌اند و روزگارشان بدتر از پیش شده، چراکه شهریار جدید باید بر مردمانی که وی را به شهریاری برگزیده‌اند تسلط یابد.
ماکیاولی در این فصل به شهریاری که این سرزمین‌ها را تصاحب کرده اندرز می‌دهد که چه کند تا کنترل سرزمین تازه پیوند داده شده از دستش خارج نشود:
1. نزدیکی فرهنگی
2. قطع دست خاندانی که برایشان فرمانروایی داشته است.
3. دست نزدن به قوانین و مالیات‌ها در صورت درستی و متناسب بودن
4. برپا کردن یکی دو کوچ‌نشین در مناطق مشترک یا جدید
5. اقامت و منزل گزینی پادشاه درآنجا مانند عملی که پادشاه ترک در آن زمان انجام داد
6. اینکه شهریار باید خود را رهبر و پشتیبان دولت‌های کوچکترِ همسایه نشان دهد
7. به دست آوردن نظر قدرت‌های کوچک‌تر

#### فصل چهارم: چرا در پادشاهیداریوش، که به دستاسکندرافتاد، پس از مرگ اسکندر مردم بر جانشینان وی نشوریدند
ماکیاولی درین فصل مصادیق روش‌هایی که در فصل قبل ذکر کرده بود را بیان می‌کند.

#### فصل پنجم: در باب شیوه حکومت بر آن شهرها یا شهریاری‌ها که پیش از آن با قانون خود می‌زیسته‌اند
به گفتهٔ ماکیاولی، شیوه‌های حکومت بر شهرهایی که پیش از تصرف با قانون خود می‌زیسته‌اند بر سه گونه است:
1. ویران کردنشان، مانند آنچه رومیان با کارتاژ و نومانسیا کرد.
2. انتقال پایتخت به آن شهر و زیستن پادشاه درآن
3. آزاد گذاشتن‌شان برای زیستن با قوانین خودشان و گرفتن خراج از آنها، مانند آنچه اسپارتی‌ها با آتن و تبای انجام دادند و آن‌ها را از دست دادند

به گفتهٔ ماکیاولی برای نگاهداشت سرزمین‌های که قوانین و سنت خود را دارند ناگزیر راهی بهتر از ویران کردنشان نیست. کسی که به سروری شهری دست می‌یابد، که آن شهر به آزادی خو گرفته است و آن را ویران نکند، اسباب سرنگونی خود را فراهم کرده است؛ زیرا هنگامی که اسباب شورش فراهم شوداین شهر به نام آزادی و نهادهای دیرینهٔ خویش به پا خواهد خاست.

### حکومت‌های کاملاً نوبنیاد (فصل‌های ششم تا نهم)

#### فصل ششم: در باب آن شهریاری‌ها که به نیرو و هنر خود گیرند
در این فصل ماکیاولی با مثال آوردن از شهریاران موفق در زمینه کشورداری نقش این دو عامل را بازگو می‌کند.

#### فصل هفتم: در باب شهریاری‌های نوبنیاد که به بازو و بخت دیگران گیرند
به گفتهٔ ماکیاولی کسانی که تکیه بر نیکخواهی و بخت به حکومت می‌رسند زود از میان می‌روند، چرا که این دو عامل ناپایدارند و لرزان.

#### فصل هشتم: در باب آنان که با تبهکاری به شهریاری رسند
در جمهوری‌های دو راه دیگر برای به حکومت رسیدن وجود دارد:
1. با تبهکاری و خونریزی
2. مردم یکی را از میان خود به شهریاری برگزینند

با چنین شیوه‌هایی اگرچه به قدرت پادشاهی می‌توان دست یافت اما به بزرگی نمی‌توان رسید. این گزاره با آرای دیگر ماکیاول تناقض دارد.
سخت‌کٌشی باید سریع و با شدت انجام گیرد، مانند آنچه آگاتوکلس انجام داد. به گفتهٔ ماکیاولی:
زخم را یکباره می‌باید زد تا درد آن اندک‌اندک از یاد برود، و نیکی را خرده‌خرده می‌باید کرد تا مزهٔ آن بیشتر در یاد بماند

#### فصل نهم: در باب شهریاری مردمی
نگاه‌داشتن حکومت برای کسی که به یاری نخبگان به شهریاری برسد دشوارتر است تا برای کسی که به یاری مردم به شهریاری می‌رسد، زیرا آن‌که به یاری نخبگان به حکومت برسد خویشتن را در حلقهٔ کسانی می‌یابد که خود را مساوی وی می‌شمارند، و به همین دلیل شهریار نمی‌تواند به دلخواه به آن‌ها فرمان براند.

### فصل دهم: در باب ارزیابی قدرت شهریاری‌ها
به گفتهٔ ماکیاولی شهریاران در قدرت دو دسته‌اند:
1. هجوم آورنده:دارای قدرت نظامی، با خزانهٔ زر کافی، مردان جنگی و توان مقابلهٔ مستقیم با دشمنان، این نوع شهریاران ارجحند.
2. دفاع‌کننده: دارای دیوارها و قلعههای محکم با ذخیرهٔ ابزاری و غذایی برای مدت یک سال که هر هجوم آورنده‌ای را از پای درآورد.

### فصل یازدهم: در باب شهریاری دینیاران
در مورد شهریاری دینی (حکومت روحانیون) دشواری‌ها پیش از دستیابی به قدرت رخ می‌نماید. این‌گونه شهریاری را یا به زور به حکومت می‌رسند یا به یاری بخت، اما برای نگاهداشت آن به هیچ‌یک از آن دو نیازی نیست، زیرا نهادهای دینی، که قدرتی بی‌مانند دارند، نگهبان آنند، و شیوهٔ رفتار و زندگی فرمانروا در آن تأثیر ندارد.

### دفاع و ارتش (فصل‌های دوازدهم و سیزدهم)

#### فصل دوازدهم: در باب گونه‌های سپاه و سپاهیان مزدور
ماکیاولی به چهار نوع ارتش قائل است:
1. ارتشی که از آن خود شهریار است.
2. ارتشی متشکل از مزدوران
3. ارتشی کمکی از سوی متحدان
4. ارتشی که آمیزه‌ای از این انواع است.

او با بیهوده خواندن ارتش کمکی و ارتش مزدوران، اشاره می‌دارد اگر کسی دفاع از کشور را به مزدوران سپارد هرگز نمی‌تواند آسوده‌خاطر باشد.

#### فصل سیزدهم: در باب سپاهیان کمکی، آمیخته و بومی
ارتش کمکی سپاهیانی هستند که به هنگام یاری خواستن از یک دولت بزرگ یا متحد برای یاری و دفاع به یک دولت کوچک فرستاده می‌شوند. سپاهیان کمکی همیشه برای آنکس که ایشان را فرامی‌خواند مایهٔ ناکامی‌اند؛ زیرا اگر جنگ را ببازند شهریار دولت کوچک باخته است و اگر ببرند اسیر ایشان است. به گفتهٔ ماکیاولی ارتش‌های کمکی از ارتش‌های مزدور نیز بیهوده‌تر و خطرناک‌ترند.
ارتش‌های آمیخته به دو گونه‌اند:
1. آمیختهٔ وابسته: ماکیاولی ارتش فرانسه را مثال می‌زند که در دورهٔ لویی یازدهم سوییسی‌ها نقش محوری را در آن داشته‌اند.
2. آمیختهٔ مستقل :که محوریت با سربازان بومی است.

### کیفیت‌های یک شهریار (فصل‌های چهاردهم تا نوزدهم)

#### فصل چهاردهم: شهریار و لشکرآرایی
به گفتهٔ ماکیاولی، مهم‌ترین علت از کف دادن حکومت به فراموشی سپردن فن جنگاوری است و همچنین مهم‌ترین آلت به چنگ آوردن آن هم جنگاور بودن است. شهریار باید هم در عرصهٔ عملی خود را بهبود دهد (خود را به شکار و سختی عملی عادت بدهد و تمرین نظامی داشته باشد) و هم در عرصهٔ نظری (تاریخ جنگ‌ها را بخواند و از تجربه‌های نظامی گذشته‌استفاده بکند).

#### فصل پانزدهم: در باب آنچه مایه ستایش و نکوهش بهر مردمان است به ویژه شهریاران
در دنیایی مملو از ناپرهیزگاری، کسی که بخواهد همیشه پرهیزگار باشد سرنوشتی جز ناکامی نخواهد داشت. از این رو شهریاری که بخواهد حکومت را از دست ندهد باید شیوه‌های ناپرهیزگاری را بیاموزد و هر جا که نیاز باشد به کار بندد.

#### فصل هفدهم: در باب سنگدلی و نرمدلی و این‌که مهرانگیزی بهتر یا ترس‌انگیزی
ماکیاول می‌گوید شهریار باید خواهان آن باشد که به نرم‌خویی معروف شود نه به سنگدلی، ولی همچنین باید مراقب باشد که نرم‌خویی‌اش بیجا نباشد. ماکیاول مثال چزاره بورجیا می‌آورد ومی گوید او به عنوان یک ستم پیشه تلقی می‌شده اما ستم‌پیشگی او کشورش را سامان بخشید و آرامش را بدان بازآورد. ماکیاولی با بهتر برشمردن هر دو صفت ترساندن و دوستی برقرار کردن بین شهریار و شهروندان در نهایت ترسیدن مردم را بهتر می‌انگارد، زیرا داشتن این دو را باهم دشوار می‌پندارد. با این همه او بر این اعتقاد است که شهریار نباید ترس از خویش را چنان در دل‌ها بیندازد که اگر نتواند مهر مردم را به خودی را به خود برانگیزد، آن ترس مایهٔ نفرت از وی در ین شهروندان شود.

#### فصل هجدهم: در باب شیوه درست پیمانی شهریاران
به گفتهٔ ماکیاولی برای ستیزیدن با دیگران دو راه وجود دارد: یکی قانون که در خور انسان است و دیگری زور که برای ددان مورد استفاده قرار می‌گیرد. ماکیاولی می‌گوید شهریار باید از هردو توامان استفاده کند. اگر بناست که شهریار شیوهٔ ددان را بیاموزد و به کار بندد، می‌باید هم شیوهٔ روباه را بیاموزد تا دشمنان را بشناسد و هم شیوهٔ شیر را تا گرگان را رماند.

#### فصل نوزدهم: در باب پرهیز از خوار و نفرت‌انگیز شدن
به گفتهٔ ماکیاولی شهریار باید از هر آنچه او را خوار و نفرت‌انگیز می‌سازد بپرهیزد. او می‌گوید:
هر کس استدلال‌های مرا دنبال کند، خواهد دانست که علت فروافتادن امپراتوران که از مصادیق آن بحث شد، یا نفرت‌انگیز شدن ایشان بوده است یا خوار شدنشان.

### ملاحظه‌گرا بودن شهریار (فصل‌های بیستم تا بیست و پنجم)

#### فصل بیست و سوم: چگونه از چاپلوسان می‌باید پرهیخت
تنها راه پرهیز از چاپلوسان آنست که مردم بدانند شهریار از شنیدن حقیقت آزرده نمی‌شود. اما اگر هر کسی بتواند از در در آید و حقیقت را با شهریار در میان بگذارد، او شکوه خود را از دست می‌دهد. از این‌رو شهریار زیرک باید راه میانه را برگزیند؛ یعنی با کارشناسان و مشاوران رأی بزند، از پذیرفتن نکات نابجا بپرهیزد، و بعد از شنیدن خود نتیجه‌گیری کند.

#### فصل بیست و چهارم: چرا شهریارانِ ایتالیا کشورشان را از دست داده‌اند
به گفتهٔ ماکیاولی دلایل آن به این شرح است:
1. ناتوانی سپاه
2. برخی مردم را دشمن خویش داشته‌اند
3. مشکل با والاتبارها

#### فصل بیست و پنجم: در کارهای بشری بخت تا کجا دست‌اندرکار است و چگونه با آن می‌توان ستیزید
ماکیاولی سرنوشت را نیمی در شانس و بخت نیمی به دست خود انسان می‌بیند و همواره بی‌پروایی را در برخورد با بخت را ارجح می‌داند. از نظر او بخت مانند رودی است که اگر در برابرش تلاش نشود و سدی ساخته نشود، همه چیز را بر سر راهش نابود می‌کند؛ و فرد باید در حالت آرامش رود سنگربندی کند و خودش حداکثرِ تأثیر را بر آن بگذارد.

### فصل بیست و ششم: فراخوانشی به رهانیدن ایتالیا از چنگال بربران
ماکیاولی در این فصل ضمن مقایسهٔ وضعیت ایتالیای روزگار خود با پارسی‌ها و آتنی‌ها وسایر سرزمین‌ها به دنبال یک ناجی برای ایتالیا می‌گردد. او در انتهای کتاب خطاب به لورنزو مدیچی می‌گوید: 
بویِ گندِ این سروریِ بربران ما همه را می‌آزارد. پس بادا که خاندان ارجمند شما باآن دلیری و امیدهایی که از آرمان‌های بر حق می‌آید این کار را برگردن گیرد، تاکه زیر پرچم شما، میهنمان سرافراز شود.

## تأثیر
امپراتور کارل پنجم و کاترین مدیچی این اثر را بسیار تحسین می‌کردند؛ الیور کرامول یک نسخه از آن را به‌دست‌آورد و اصولش را در راه تقویت حکومت مشترک‌المنافع بریتانیا به‌کار بست؛ هانری سوم و هانری چهارم، پادشاهان فرانسه، هنگامی‌که مقتول شدند نسخه‌ای از این کتاب را همراه داشتند؛ این کتاب به شاهزاده فریدریش کبیر در پرداختن سیاست پروس کمک فراوانی کرد؛ لوئی چهاردهم از این کتاب چون بهترین شب‌کلاهش استفاده می‌کرد؛ یک نسخهٔ این کتاب در کالسکهٔ ناپلئون بناپارت، هنگامی‌که در واترلو بود، به‌دست آمد؛ نظریات ناپلئون سوم دربارهٔ حکومت کلاً از این کتاب اقتباس شده بود؛ بیسمارک شاگرد وفادار مکتب ماکیاولی بود؛ آدولف هیتلر نیز به‌قول خودش کتاب را همیشه کنار بستر خویش نگه می‌داشت تا منبع الهاماتش باشد؛ بنیتو موسولینی می‌گوید «به‌عقیدهٔ من کتاب شهریار عالی‌ترین راهنما برای هرسیاستمداری است؛ مکتب وی هنوز زنده است زیرا طی چهارصد سال هیچ تغییر ژرفی در اذهان آدمیان یا در کردار ملت‌ها روی نداده است.» ه. داگلاس گرگوری در مقالهٔ بسیار جامعی نشان می‌دهد که کاوور، رهبر مبارزات آزادی ایتالیا، با پیروی از دستورهای ماکیاولی توانست ایتالیا را متحد کند.

## ترجمه‌های فارسی
این کتاب نخستین‌بار با عنوان شهریار توسط محمود محمود در سال ۱۳۱۱ به فارسی واگردان شده است.
| مترجم               | انتشارات  | محل چاپ | تاریخ | تعداد صفحه |
| ------------------- | --------- | ------- | ----- | ---------- |
| محمود محمود         | اقبال     | تهران   | ۱۳۱۱  | ۱۳۰        |
| محمود محمود         | اقبال     | تهران   | ۱۳۵۷  | ۱۳۰        |
| داریوش آشوری        | اقبال     | تهران   | ۱۳۶۶  | ۱۳۵        |
| مرتضی ثاقب‌فر        | جامی      | تهران   | ۱۳۸۷  | ۱۹۱        |
| احمدرضا زرکش کاشانی | پژواک     | تهران   | ۱۳۹۲  | ۱۹۰        |
| نسرین مجیدی         | روزگار نو | تهران   | ۱۳۹۲  | ۹۶         |
| داریوش آشوری        | آگاه      | تهران   | ۱۳۸۸  | ۲۱۶        |